# Iōannīs Kouzeloglou
Iōannīs Kouzeloglou (in greco Ιωάννης Κουζελογλου?; Salonicco, 1º aprile 1995) è un cestista greco.